# Grand Theft Auto IV (soundtrack)
De soundtrack van het computerspel Grand Theft Auto IV bevat in totaal negentien radiostations, en één zelfgecreëerde genaamd Independence FM, met zeventien dj's die te beluisteren zijn tijdens het rijden in voertuigen in het spel. Af en toe is er een nieuwsbericht, waarin wordt verteld wat er in Liberty City gebeurt en vaak zijn er humoristische reclames.

## Muziekstations
Alle nummers gemarkeerd met een † zijn alleen beschikbaar bij "Grand Theft Auto IV: Episodes of Liberty City".

### Electro-choc
Dj: François K, Crookers †

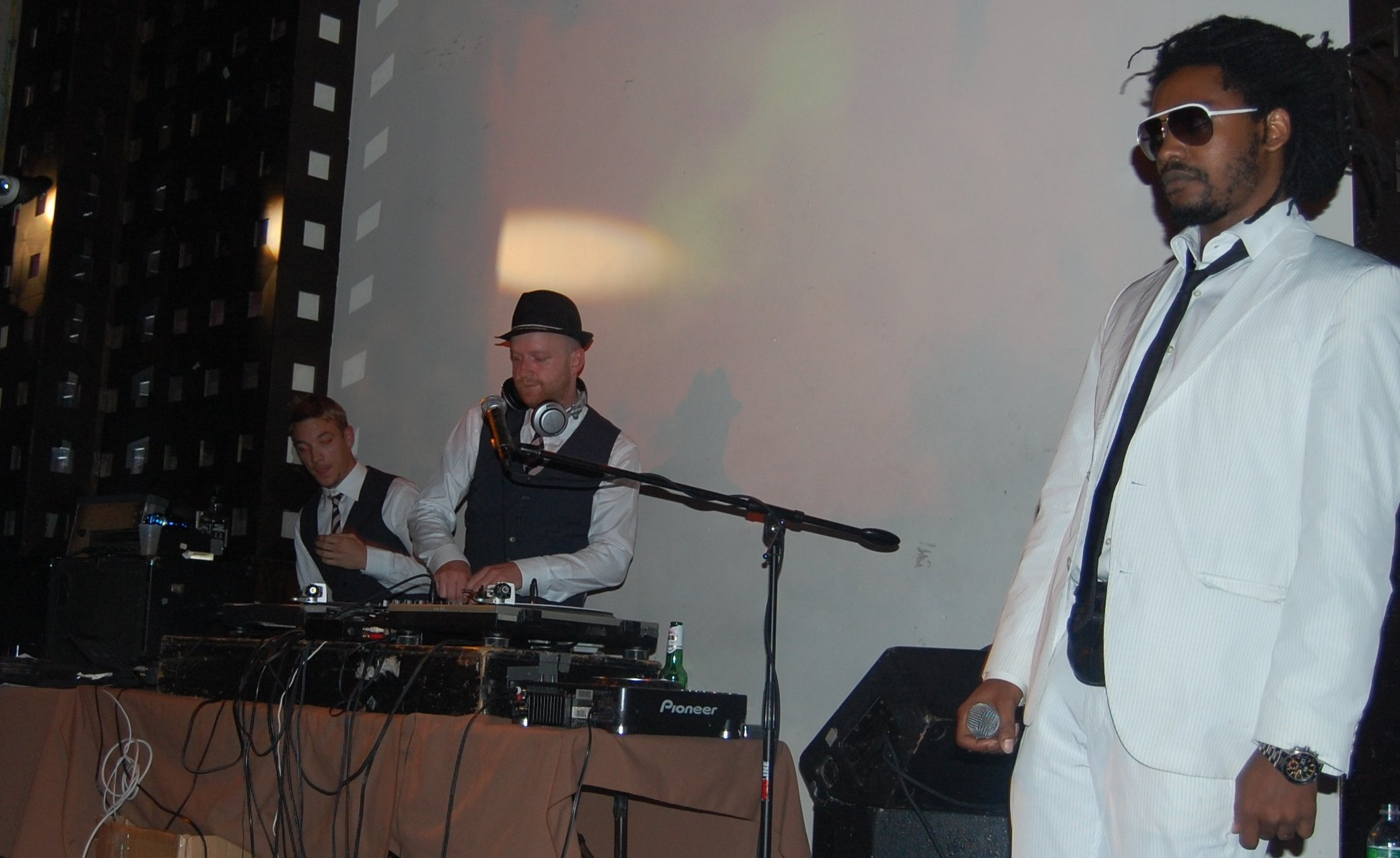
Major Lazer

Genre: electrohouse, electrorock, electrohop †, crunkcore †

Nummerlijst:
- Padded Cell – Signal Failure
- Black Devil Disco Club – The Devil In Us (Dub)
- One + One – No Pressure (deadmau5 Remix)
- Alex Gopher – Brain Leech (Bugged Mind Remix)
- K.I.M – B.T.T.T.T.R.Y. (Bag Raiders Remix)
- Simian Mobile Disco – Tits & Acid
- Nitzer Ebb – Let Your Body Learn
- Kavinsky – Testarossa (Sebastian Remix)
- Chris Lake vs deadmau5 – I Thought Inside Out (Original Mix)
- Boys Noize – & Down
- Justice – Waters Of Nazareth
- Killing Joke – Turn To Red
- Playgroup – Make It Happen
- Liquid Liquid – Optimo
- Major Lazer feat. Leftside & Supahype – Jump Up †
- Daniel Haaksman ft. Mc Miltinho – Kid Conga †
- Boy 8-Bit – A City Under Siege †
- Crookers (feat. Kardinal Offishall & Carla Marie) – Put Your Hands on Me (Acapella) †
- The Chemical Brothers – Nude Night †
- Crookers (feat. Solo) – Bad Men †
- Miike Snow – Animal (Acapella) †
- Jahcoozi – Watching You (Oliver $ Remix) †
- Crookers (feat. Nic Sarno) – Boxer †
- SonicC – Stickin †
- Black Noise – Knock You Out (Andy George Remix) †
- Mixhell (feat. Jen Lasher & Oh Snap) – Boom Da (Crookers Mix) †
- Crookers feat. Kelis – No Security †

### Fusion FM
Dj: Roy Ayers 

Genre: fusion, jazzfunk 

Nummerlijst:
- David McCallum – The Edge
- Roy Ayers – Funk In The Hole
- Gong – Heavy Tune
- David Axelrod – Holy Thursday

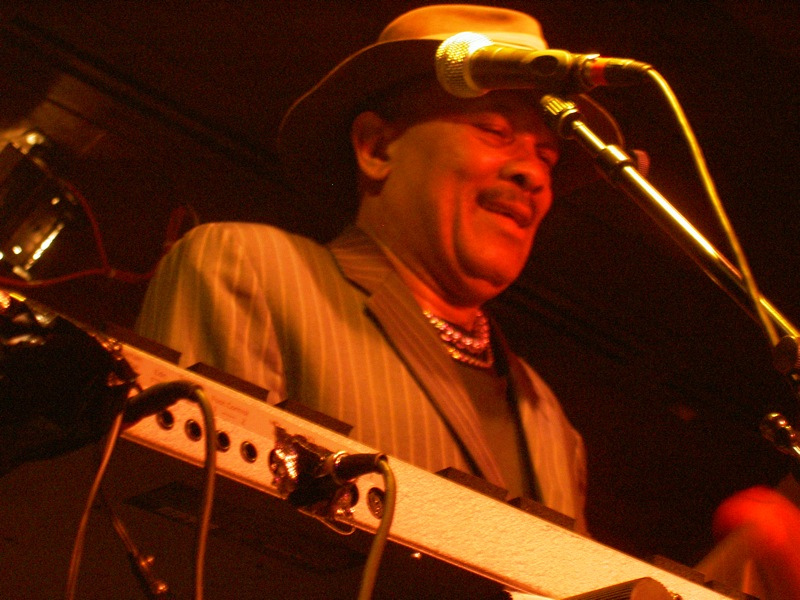
Roy Ayers

- Grover Washington jr. – Knucklehead
- Aleksander Maliszewski – Pokusa
- Ryo Kawasaki – Raisins
- Marc Moulin – Stomp
- Billy Cobham – Stratus
- Tom Scott & The L.A Express – Sneakin' In The Back

### The Beat 102.7

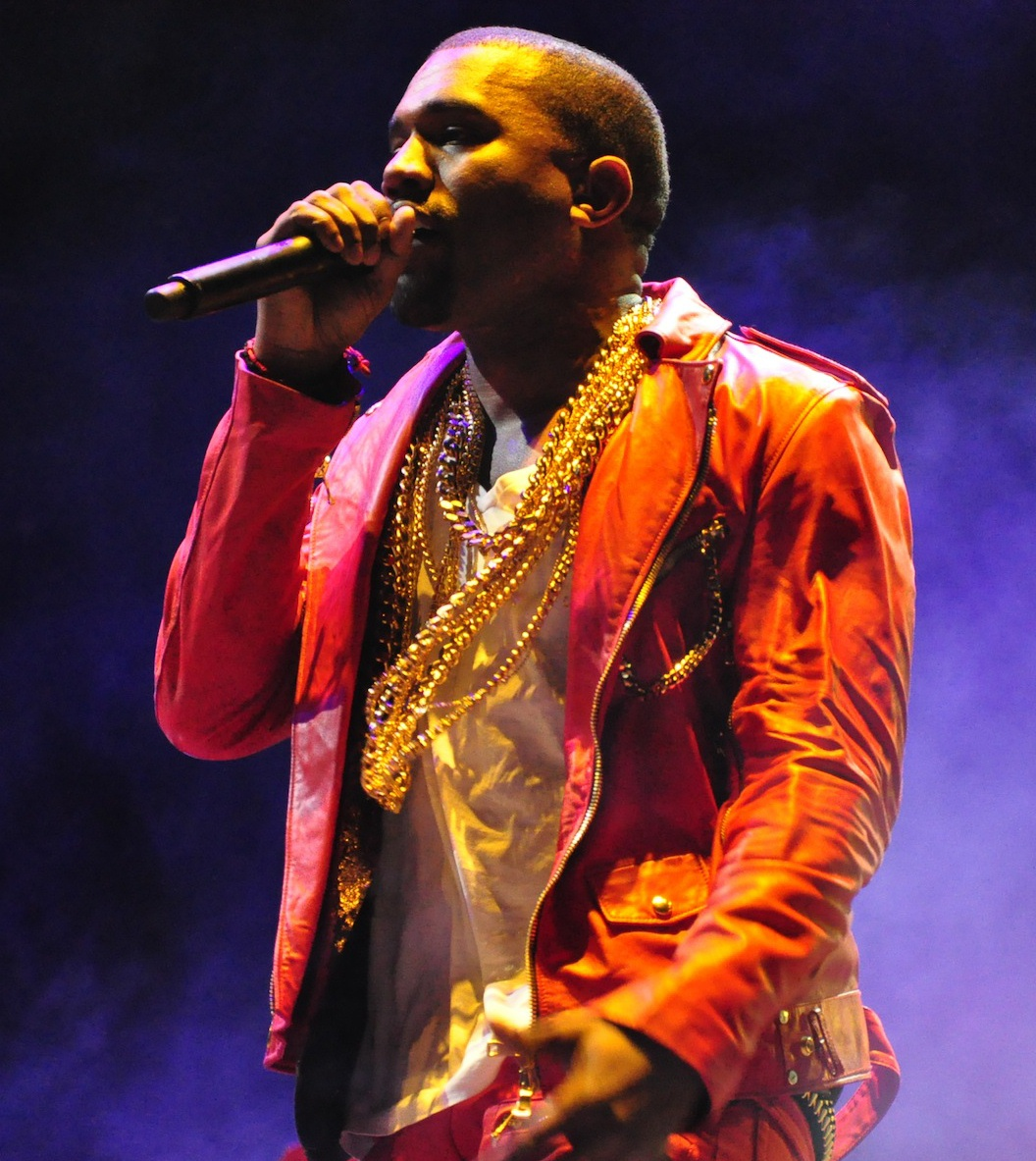
Kanye West

Dj: Mister Cee, DJ Green Lantern, Funkmaster Flex †, Statik Selektah † 

Genre: hiphop, gangstarap, eastcoasthiphop, r&b 

Nummerlijst:
- Swizz Beatz – Top Down
- Nas – War is Necessary
- Kanye West featuring: Dwele – Flashing Lights
- Joell Ortiz featuring: Jadakiss & Saigon – Hip Hop (Remix)
- Fat Joe featuring: Lil' Wayne – The Crackhouse
- Mobb Deep – Dirty New Yorker
- Ghostface Killah featuring: Kid Capri – We Celebrate
- Styles P featuring: Sheek Louch & Jadakiss – Blow Your Mind (Remix)
- Papoose – Stylin
- Styles P – What's the Problem
- Uncle Murda – Anybody Can Get It
- Qadir – Nicknames
- Busta Rhymes – Where's My Money
- Maino – Getaway Driver
- Red Cafe – Stick'm
- Tru-Life – Wet 'em Up
- Johnny Polygon – Price on Your Head
- Busta Rhymes featuring: Ron Browz – Arab Money †
- T.I. featuring: Swizz Beatz – Swing Ya Rag †
- Ron Browz – Jumping (Out the Window) †
- DJ Khaled featuring: Kanye West & T-Pain – Go Hard †
- Kardinal Offishall featuring Akon & Sean Paul – Dangerous (Remix) †
- John Legend featuring: André 3000 – Green Light †
- Kanye West – Love Lockdown †
- B.o.B – Auto-Tune †
- Termanology – Here in Liberty City †
- Freeway – Carjack †
- Saigon – Spit †
- Skyzoo – The Chase Is On †
- Consequence – I Hear Footsteps †
- Talib Kweli – My Favorite Song †
- Busta Rhymes featuring: Young Jeezy & Jadakiss – Respect My Conglomerate †

### The Classics 104.1
Dj: Gemixt door DJ Premier

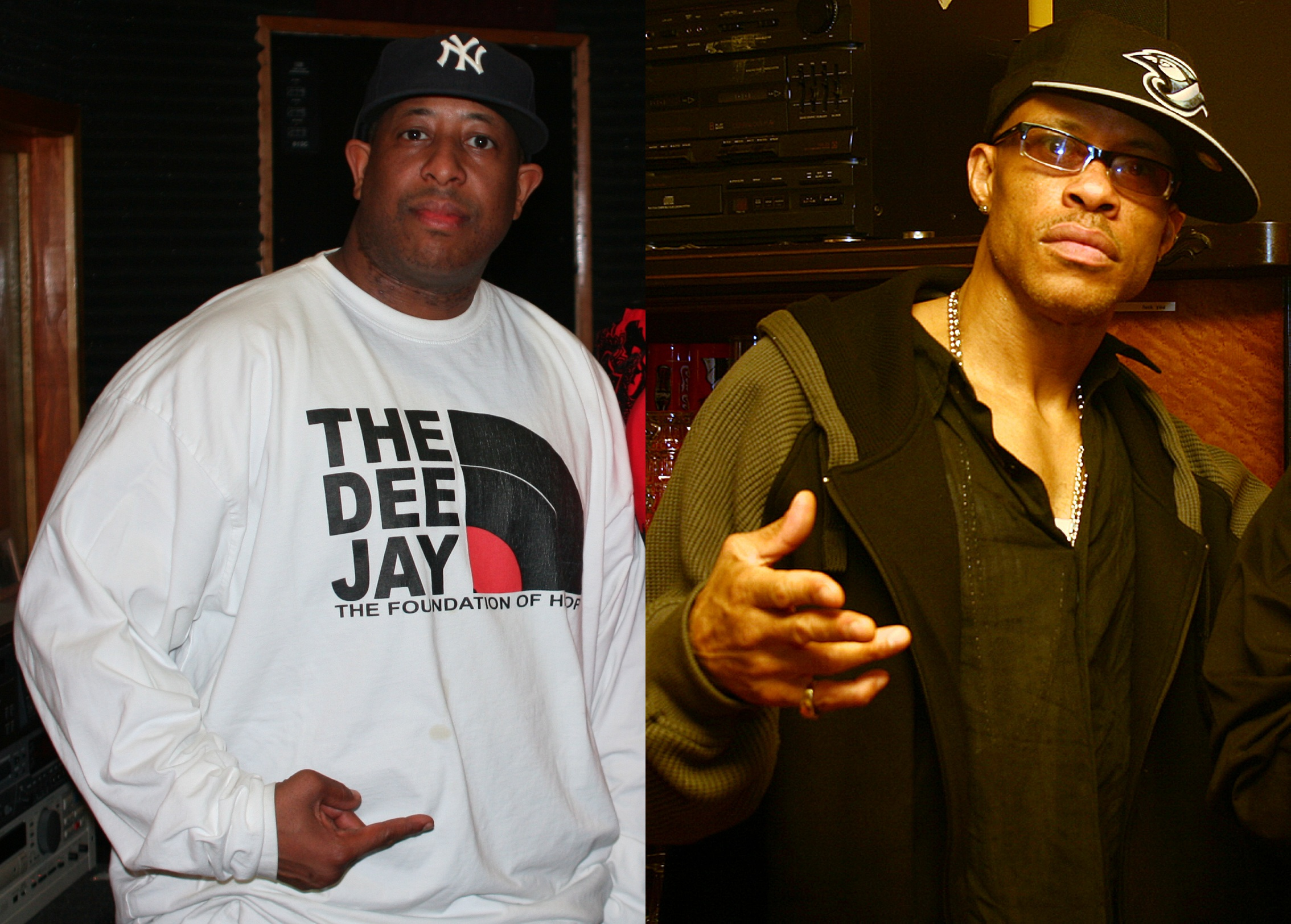
Gang Starr

Genre: hiphop, gouden eeuw van de hiphop

Nummerlijst:
- Group Home – Supa Star
- Brand Nubian – All for One
- Special Ed – I Got It Made
- Jeru the Damaja – D. Original
- Marley Marl feat. Craig G – Droppin' Science
- MC Lyte – Cha Cha Cha
- Audio Two – Top Billin
- Stetsasonic – Go Stetsa I
- T La Rock & Jazzy Jay – It's Yours
- Gang Starr – Who's Gonna Take the Weight?
- Main Source feat. Nas & Akinyele – Live at the Barbeque

### IF99 – International Funk
Dj: Femi Kuti 

Genre: funk en afrobeat

Nummerlijst:

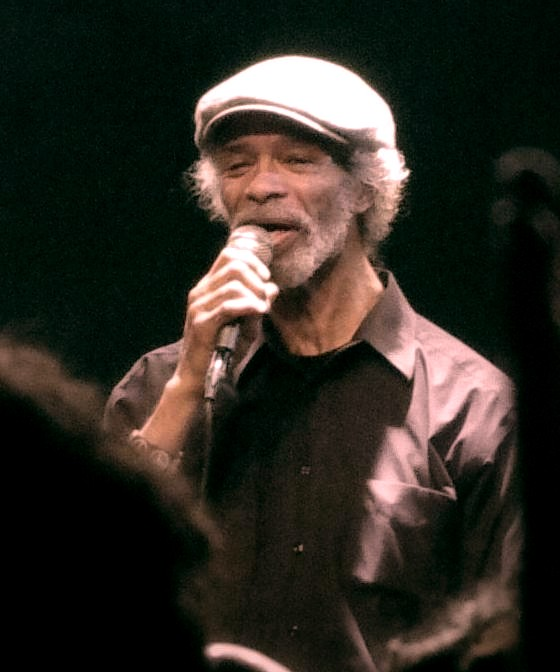
Gil Scott-Heron

- Lonnie Liston Smith – A Chance for Peace
- War – Galaxy
- The O'Jays – Give the People What They Want
- Gil Scott-Heron – Home Is Where the Hatred Is
- The Meters – Just Kissed My Baby
- Mandrill – Livin' It Up
- Manu Dibango – New Bell
- Fela Kuti – Sorrow, Tears & Blood
- Femi Kuti – Truth Don Die
- Creative Source – "Who Is He and What Is He to You
- Hummingbird – You Can't Hide Love
- Fela Kuti – Zombie

### JNR – Jazz Nation Radio 108.5
Dj: Roy Haynes 

Genre: jazz 

Nummerlijst:
- Count Basie – April in Paris
- John Coltrane – Giant Steps
- Chet Baker – Let's Get Lost

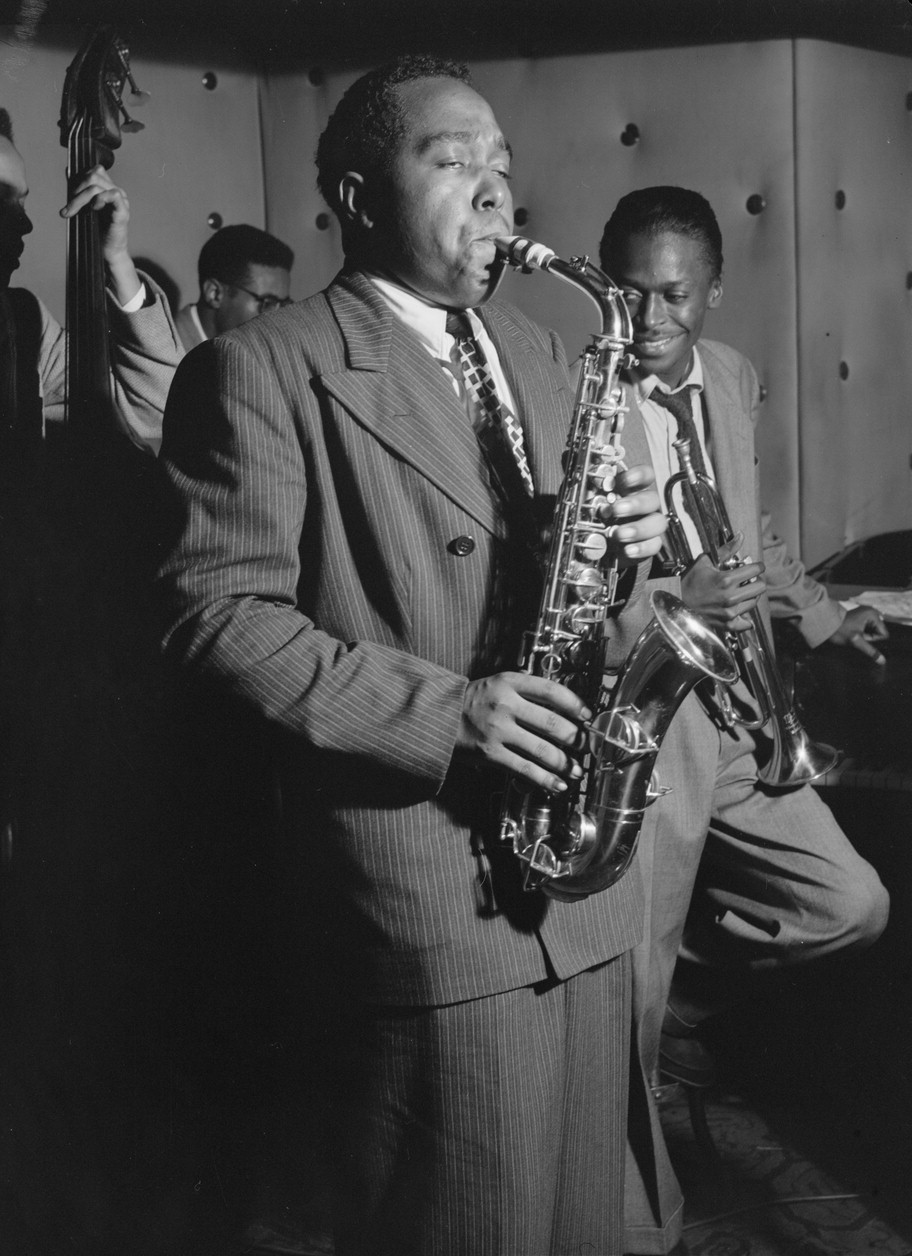
Charlie Parker

- Art Blakey and The Jazz Messengers – Moanin
- Miles Davis – Move
- Charlie Parker – Night and Day
- Roy Haynes – Snap Crackle
- Sonny Rollins – St. Thomas
- Duke Ellington – Take the "A" Train
- Dizzy Gillespie – Whisper Not (Big Band)

### The Journey
Dj: "een computer" 

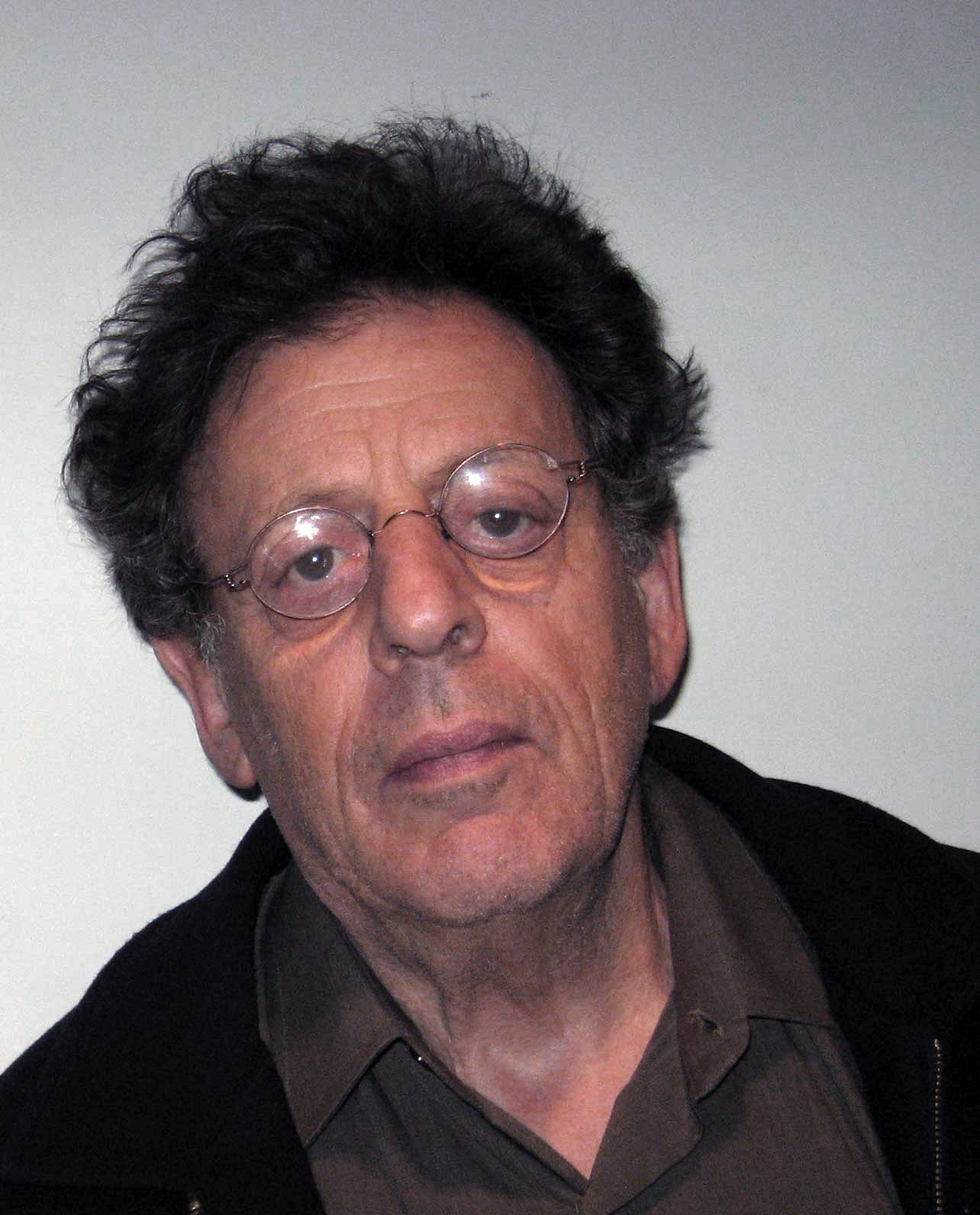
Philip Glass

Genre: ambient, chill-out, minimalstisch, new age

Nummerlijst:
- Global Communication – 5 23
- Terry Riley – A Rainbow in Curved Air
- Steve Roach – Arrival
- Michael Shrieve – Communiqué 'Approach Spiral
- Jean-Michel Jarre – Oxygène IV
- Philip Glass – Pruit Igoe
- Tangerine Dream – Remote Viewing
- Aphex Twin – SAW2 CD2 TRK5
- Ray Lynch – The Oh of Pleasure

### K109 The Studio
Dj: Karl Lagerfeld 

Genre: disco, funk 

Nummerlijst:

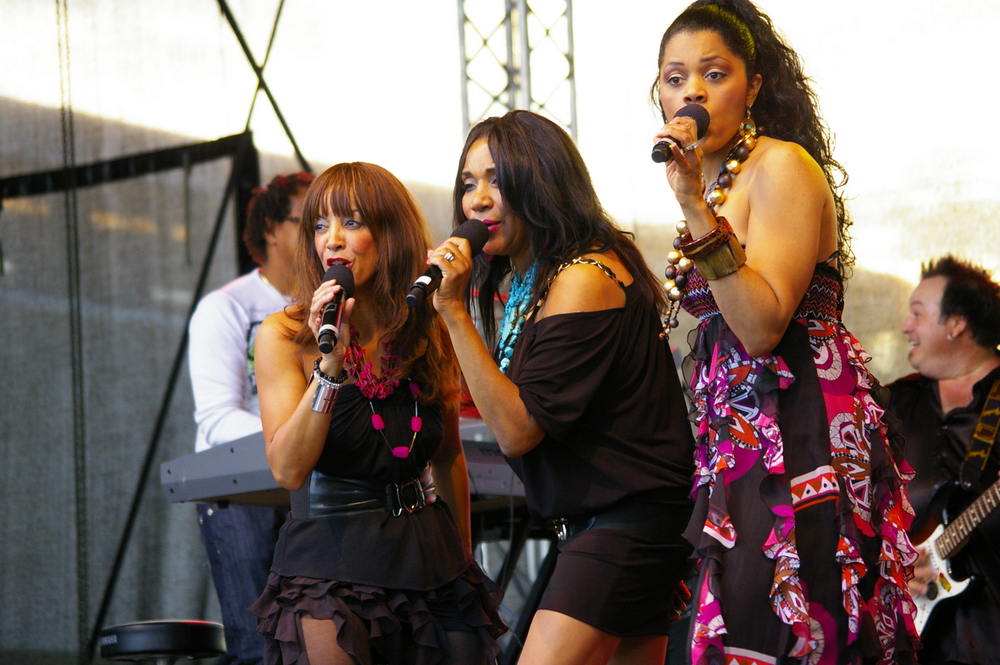
Sister Sledge

- Peter Brown – Burning Love Breakdown
- Tamiko Jones – Can't Live Without Your Love
- Gino Soccio – Dancer
- Suzy Q – Get On Up and Do It Again
- Electrik Funk – On a Journey
- Raymond Donnez – Standing in the Rain
- Cerrone – Supernature
- Rainbow Brown – Till You Surrender
- Harry Thumann – Underwater
- Skatt Brothers – Walk the Night
- Change – A Lover's Holiday †
- Rufus (feat. Chaka Khan) – Any Love †
- The Fatback Band – (Are You Ready) Do the Bus Stop †
- A Taste of Honey – Boogie Oogie Oogie †
- The Trammps – Disco Inferno †
- Creme d'Cocoa – Doin' the Dog †
- Chic – Everybody Dance †
- Sister Sledge – He's the Greatest Dancer †
- Sylvester – I Need You †
- Patrick Cowley – Menergy †
- Stephanie Mills – Put Your Body In It †
- Dan Hartman – Relight My Fire †
- Peaches & Herb – Shake Your Groove Thing †
- Rose Royce – Still in Love †
- Machine – There But For the Grace of God Go I †
- Candi Staton – Young Hearts Run Free †

### LCHC – Liberty City Hardcore
Dj: Jimmy Gestapo, Max Cavalera † 

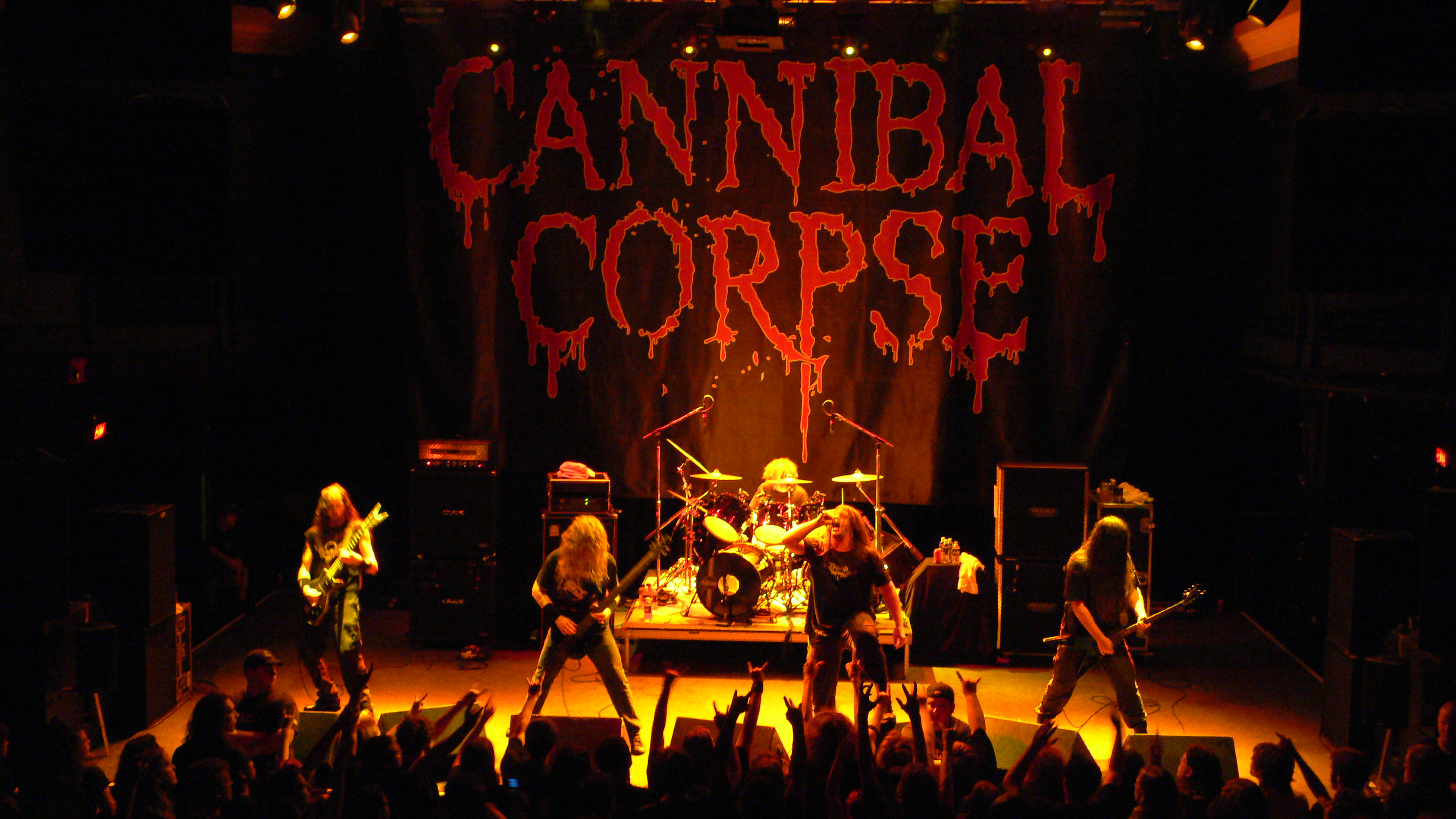
Cannibal Corpse

Genre: hardcore punk, crossover thrash, extreme metal 

Nummerlijst:
- Murphy's Law – A Day in the Life
- Maximum Penalty – All Your Boyz
- Underdog – Back to Back
- Leeway – "Enforcer
- Sick of It All – Injustice System!
- Cro-Mags – It's the Limit
- Sheer Terror – Just Can't Hate Enough (Live)
- Bad Brains – Right Brigade
- Killing Time – Tell Tale
- Agnostic Front – Victim in Pain
- At the Gates – Slaughter of the Soul †
- Drive By Audio – Jailbait ††
- Celtic Frost – Inner Sanctum †
- Entombed – Drowned †
- Sepultura – Dead Embryonic Cells †
- Deicide – Dead by Dawn †
- Cannibal Corpse – I Cum Blood †
- Bathory – Call from the Grave †
- Kreator – Awakening of the Gods †
- Terrorizer – Fear of Napalm †

Het nummer gemarkeerd met †† is niet toegevoegd bij GTA IV: Episodes from Liberty City.

### Liberty Rock Radio 97.8
Dj: Iggy Pop 

Genre: classic rock, alternatieve rock, heavy metal 

Nummerlijst:
- The Smashing Pumpkins – 1979
- Godley & Creme – Cry
- The Sisters of Mercy – Dominion/Mother Russia
- Stevie Nicks – Edge of Seventeen
- Electric Light Orchestra – Evil Woman
- David Bowie – Fascination
- Hello – New York Groove
- Black Sabbath – Heaven and Hell
- Bob Seger & the Silver Bullet Band – Her Strut
- The Stooges – I Wanna Be Your Dog
- Genesis – Mama
- Q Lazzarus – Goodbye Horses
- Queen – One Vision
- The Black Crowes – Remedy
- Joe Walsh – Rocky Mountain Way
- Heart – Straight On
- Steve Marriott's All Stars – Cocaine
- Thin Lizzy – Jailbreak
- The Who – The Seeker
- Elton John – Street Kids
- ZZ Top – Thug
- R.E.M. – Turn You Inside-Out
- Nazareth – Hair of the Dog †
- Styx – Renegade †
- Rod Stewart – Every Picture Tells a Story †
- Lynyrd Skynyrd – Saturday Night Special †
- The James Gang – Funk #49 †
- Edgar Winter Group – Free Ride †
- Aerosmith – Lord of the Thighs †
- Deep Purple – Highway Star †
- AC/DC – Touch Too Much †
- Foghat – Drivin' Wheel †
- The Doors – Five to One †
- Alice Cooper – Go to Hell †
- Jefferson Starship – Jane †
- Iron Maiden – Run to the Hills †
- Mötley Crüe – Wild Side †
- Saxon – Wheels of Steel †
- The Doobie Brothers – China Grove †
- Bon Jovi – Wanted Dead or Alive †

### Massive B Soundsystem 96.9
Dj: Bobby Konders 

Genre: dancehall 

Nummerlijst:

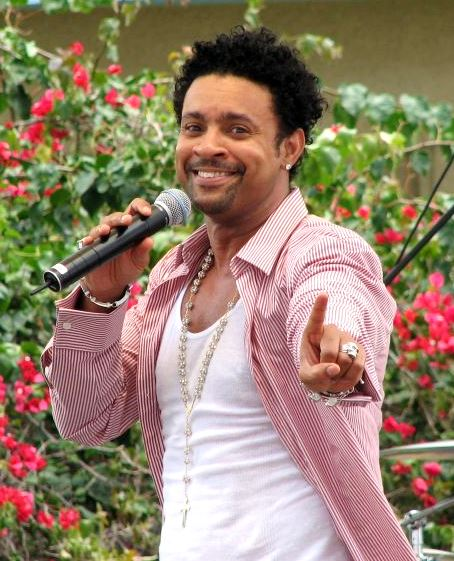
Shaggy

- Burro Banton – Badder Den Dem (No Borders Riddim)
- Choppa Chop – Set It Off (No Borders Riddim)
- Mavado – Real McKoy (Anger Management Riddim)
- Jabba – Raise It Up (Marchout Riddim)
- Bunji Garlin – Brrrt (Marchout Riddim)
- Richie Spice – Youth Dem Cold (Truth and Rights Riddim)
- Chuck Fenda – All About Da Weed (Truth and Rights Riddim)
- Chezidek – Call Pon Dem (Kingdom Riddim)
- Mavado – Last Night (Show Off Riddim)
- Spragga Benz – Da Order (Show Off Riddim)
- Bounty Killer – Bullet Proof Skin (Show Off Riddim)
- Shaggy – Church Heathen (Church Riddim)
- Munga – Mi Fraid (Artillery Riddim)
- Buju Banton – Driver (Taxi Riddim)

### Radio Broker
Dj: Juliette Lewis 

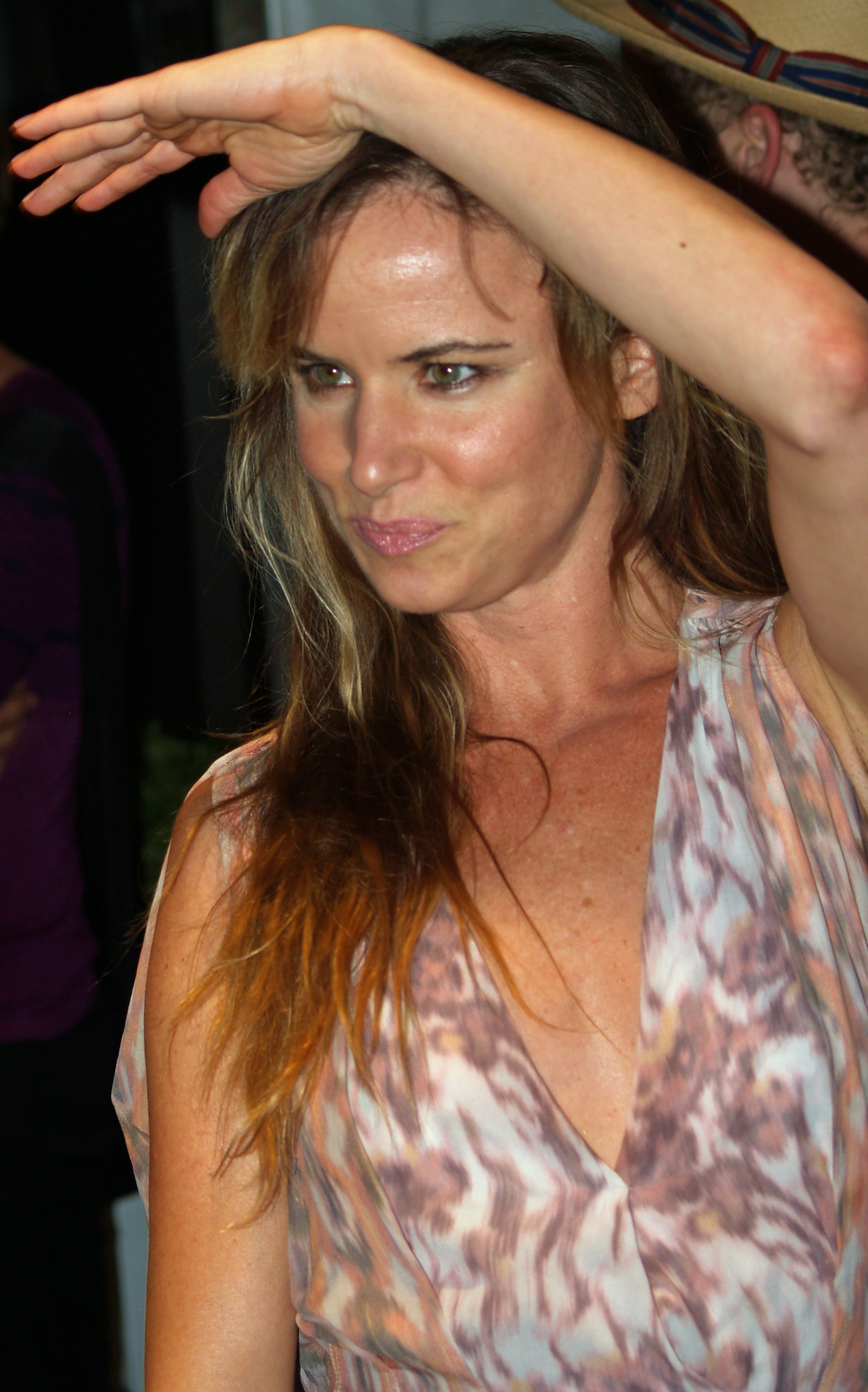
Juliette Lewis

Genre: dance-punk, alternatieve rock, indierock 

Nummerlijst:
- Airport 81 – Dequencer
- The Boggs – Arm in Arm (Shy Child Mix)
- Cheeseburger – Cocaine
- Get Shakes – Disneyland, Pt 1
- LCD Soundsystem – Get Innocuous!
- The Prairie Cartel – Homicide (999 cover)
- Juliette and the Licks – Inside the Cage (Gilmore Girls remix)
- UNKLE featuring: The Duke Spirit – Mayday
- The Rapture – No Sex for Ben
- Tom Vek – One Horse Race
- Teenager – Pony
- Les Savy Fav – Raging in the Plague Age
- White Light Parade – Riot in the City
- Deluka – Sleep Is Impossible
- The Black Keys – Strange Times
- The Pistolas – Take It with a Kiss
- Ralph Myerz and the Jack Herren Band – The Teacher
- Greenskeepers – Vagabond
- Whitey – Wrap It Up
- !!! – Yadnus (Still Going to the Roadhouse mix)
- Blonde Acid Cult – Shake It Loose †
- Kill Memory Crash – Hell on Wheels †
- Magic Dirt – Get Ready to Die †
- Brazilian Girls – Nouveau Americain †
- Freeland – Borderline †
- Kreeps – The Hunger (Blood in My Mouth) †
- Japanther – Radical Businessman †
- Foxylane – Command †
- Monotonix – Body Language †
- Game Rebellion – Dance Girl (GTA Mix) †
- The Yelling – Blood on the Steps †
- The Jane Shermans – I Walk Alone †

### San Juan Sounds

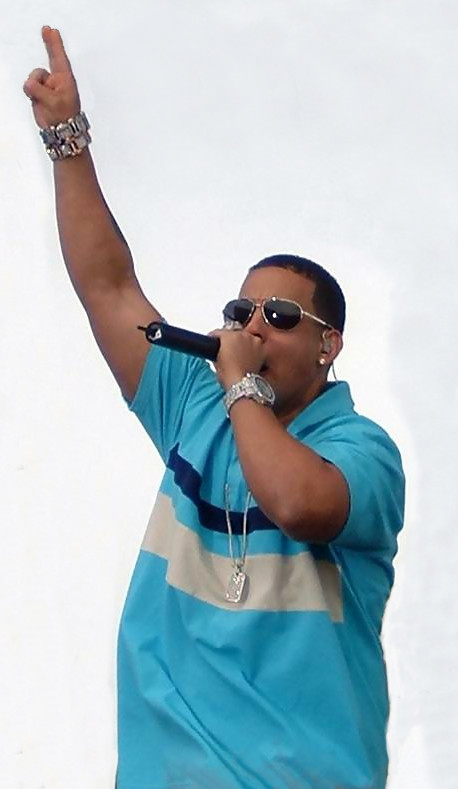
Daddy Yankee

Dj: Daddy Yankee, Henry Santos Jeter † 

Genre: reggaeton, latin 

Nummerlijst:
- Calle 13 – Atrévete-te-te
- Daddy Yankee – Impacto
- Hector El Father – Maldades
- Voltio feat. Jowell & Randy – Pónmela
- Don Omar – Salió El Sol
- Wisin & Yandel – Sexy Movimiento
- Tito "El Bambino" feat. Jowell, Randy, & De La Ghetto – Siente El Boom (Remix)
- Angel y Khriz – Ven Bailalo
- Ivy Queen – Dime (Bachata Remix) †
- Aventura – El Desprecio †
- Fulanito – Guallando †
- Tego Calderón feat. Oscar D'León – Llora, Llora †
- Wisin & Yandel feat. DJ Nesty – Me Estás Tentando †
- Angel & Khriz feat. Gocho & John Eric – Na De Na †
- Elvis Crespo – Suavemente †
- Don Omar – Virtual Diva †

### Tuff Gong Radio
Dj: Carl Bradshaw 

Genre: reggae, dub 

Nummerlijst:
- Stephen Marley – "Chase Dem"

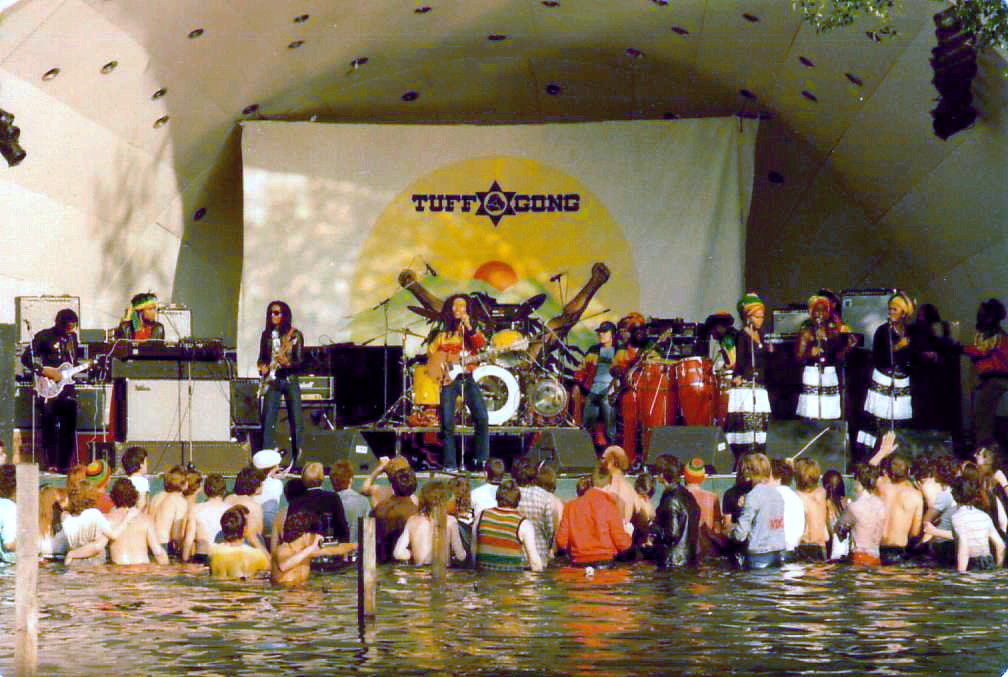
Bob Marley & The Wailers

- Bob Marley & The Wailers – Concrete Jungle (The Unreleased Original Jamaican Version)
- Bob Marley & The Wailers – Pimper's Paradise
- Bob Marley & The Wailers – Rat Race
- Bob Marley & The Wailers – Rebel Music (3 O'Clock Roadblock)
- Bob Marley & The Wailers – Satisfy My Soul"
- Bob Marley & The Wailers – So Much Trouble in the World
- Bob Marley & The Wailers feat. Damian Marley – Stand Up Jamrock
- Bob Marley & The Wailers – Wake Up & Live (Parts 1 & 2)

### The Vibe 98.8
Dj: Vaughn Harper 

Genre: soul, r&b, funk 

Nummerlijst:
- R. Kelly – Bump n' Grind
- Mtume – C.O.D. (I'll Deliver)
- Alexander O'Neal – Criticize
- RAMP – Daylight
- The Isley Brothers – Footsteps in the Dark
- Jodeci – Freek'n You
- Lloyd – Get It Shawty
- Jill Scott – Golden
- Loose Ends – Hangin' on a String (Contemplating)
- Freddie Jackson – Have You Ever Loved Somebody
- Dru Hill – In My Bed (So So Def remix)
- Marvin Gaye – Inner City Blues (Make Me Wanna Holler)
- Minnie Riperton – Inside My Love
- Barry White – It's Only Love Doing Its Thing
- C.J. – I Want You
- The S.O.S. Band – Just Be Good to Me
- Ginuwine – Pony
- Raheem DeVaughn – You
- Ne-Yo – Because of You

### Vladivostok FM
Dj: Ruslana, DJ Paul † 

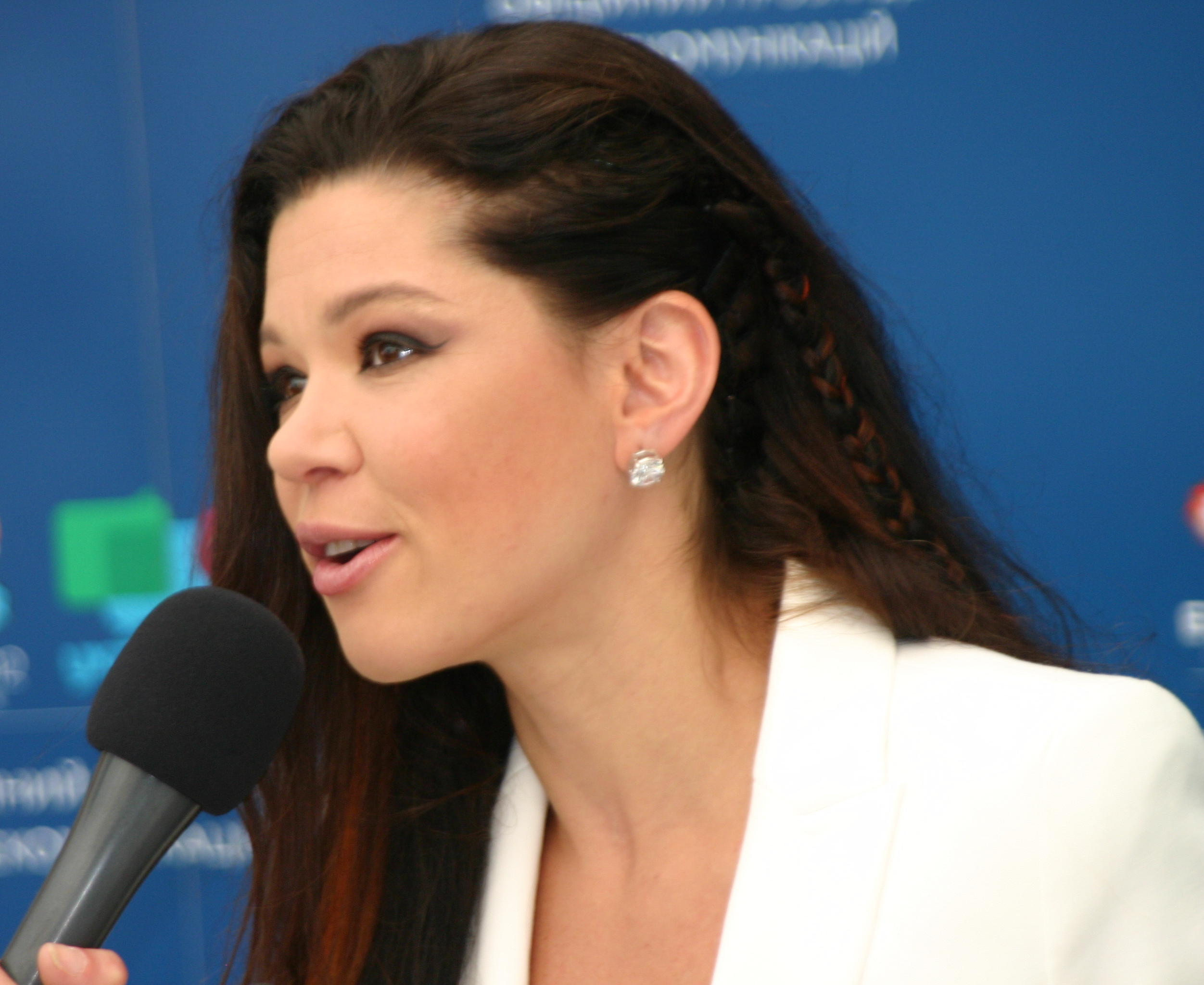
Ruslana

Genre: Oost-Europese muziek, dance †, Russische rock, progressive house †

Nummerlijst:
- Kino – Группа крови (Groeppa Krovi / Bloedgroep)
- Marakesh – Ждать (Zjdat' / Wachten)
- Zveri – Квартира (Kvartira / De vlakte)
- Serjoga – Король ринга (Korol' Ringa / Koning van de ring)
- Serjoga – Liberty City: The Invasion (Вторжение (Vtorzjenië))
- Splean – Линия жизни (Linia Zjizni / Reddingslijn)
- Basta – Мама (Mama)
- Leningrad – Никого не жалко (Nikogo ne Zjalko / Voor niemand medelijden)
- Ranetki – О тебе (O Tebe / Over jou)
- Dolphin – РЭП (RAP / Rap)
- Glukoza – Швайне (Schweine / Zwijnen)
- Ruslana – Wild Dances / Дикі Танці (Dyki Tantsi) (Oekraïense radio-versie)
- Oleg Kvasha – Зеленоглазое такси (Zelenoglazoje Taksi / Taxi met groene ogen) (Club Remix)
- Max Lorens – Схожу С Ума (Schozjoe S Oema / Mijn gedachten verliezen)
- Dyshi – Взгляни На Небо (Vzgljani Na Nebo / Kijk naar de hemel)
- Quest Pistols – Мама (Mama)
- David Morales (feat. Lea-Lorien) – How Would U Feel †
- Steve Mac – Lovin' You More (Freemasons Vocal Club Mix) †
- Sucker DJs – Salvation (eSQUIRE Mix) †
- StoneBridge (feat. Therese) – Put 'Em High (JJ's Club Mix) †
- Marly – You Never Know (Morjac Extended Mix) †
- Shape:UK – Lola's Theme †
- Freemasons (feat. Amanda Wilson) – Love on My Mind †
- Soulsearcher – Can't Get Enough †
- Michael Gray – The Weekend †
- Jonathan Peters feat. Maya Azucena – Music †
- J Majik & Wickaman – Crazy World (Fonzerelli Mix) †
- Booty Luv – Boogie 2Nite (Seamus Haji Big Love Mix) †
- Hook n Sling – The Best Thing †
- Eric Prydz – Pjanoo (Club Mix) †
- David Guetta feat. Kelly Rowland – When Love Takes Over (Original Extended) †

### RamJam FM

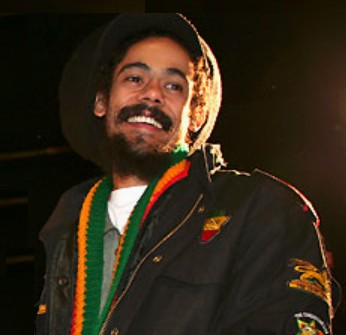
Damian Marley

Dit radiostation is alleen in GTA IV: Episodes from Liberty City beschikbaar.
Dj: David Rodigan 

Genre: reggae, dub 

Nummerlijst:
- Barrington Levy – Don't Fuss Nor Fight (AKA Sweet Reggae Music)
- Ini Kamoze – Out of Jamaica
- Damian Marley- Holiday
- The Morwells & Prince Jammy – Jammin' for Survival
- John Holt (feat. Sizzla) – Police in Helicopter
- Sugar Minott – Hard Time Pressure
- Desmond Dekker – 007 (Shanty Town)
- Major Lazer (feat. Turbulence) – Anything Goes
- Prince Jammy – Jammy A Shine
- Toots and The Maytals – 54-46 Was My Number
- Frankie Paul – Worries in the Dance
- Mr. Vegas – Mus Come a Road

### Self-Actualization FM

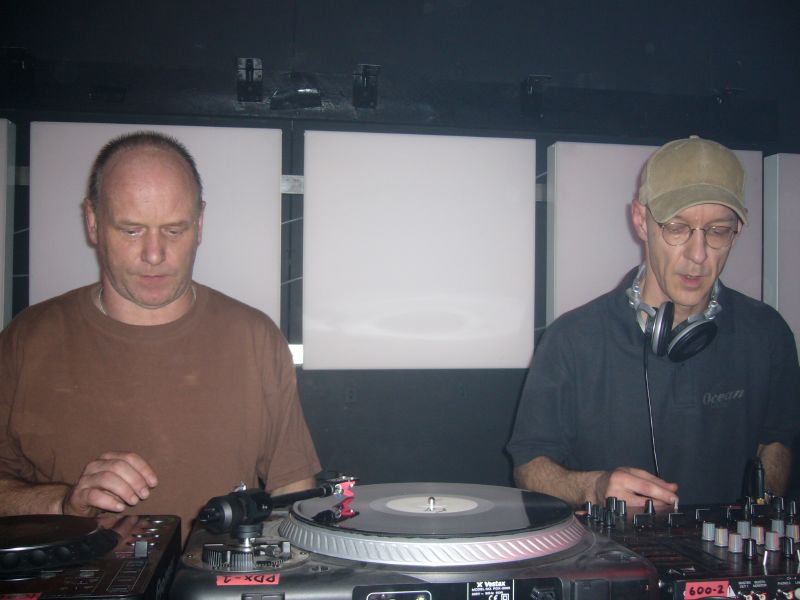
The Orb

Dit radiostation is alleen in GTA IV: Episodes from Liberty City beschikbaar.
Dj: Audrey 

Genre: ambient, chill-out, downtempo, minimalisme, new age 

Nummerlijst:
- The Orb – A Huge Ever Growing Pulsating Brain That Rules from the Centre of the Ultraworld (Live Mix MK10)
- Alpha Wave Movement – Artifacts & Prophecies
- Autechre – Bike
- Larry Heard – Cosmology Myth
- Chilled by Nature – Go Forward (Love Bubble Mix)
- Tom Middleton – Moonbathing
- Alucidnation – Skygazer (3002) (Remix)
- Pete Namlook en Klaus Schulze (feat. Bill Laswell) – V/8 Psychedelic Brunch

### Vice City FM

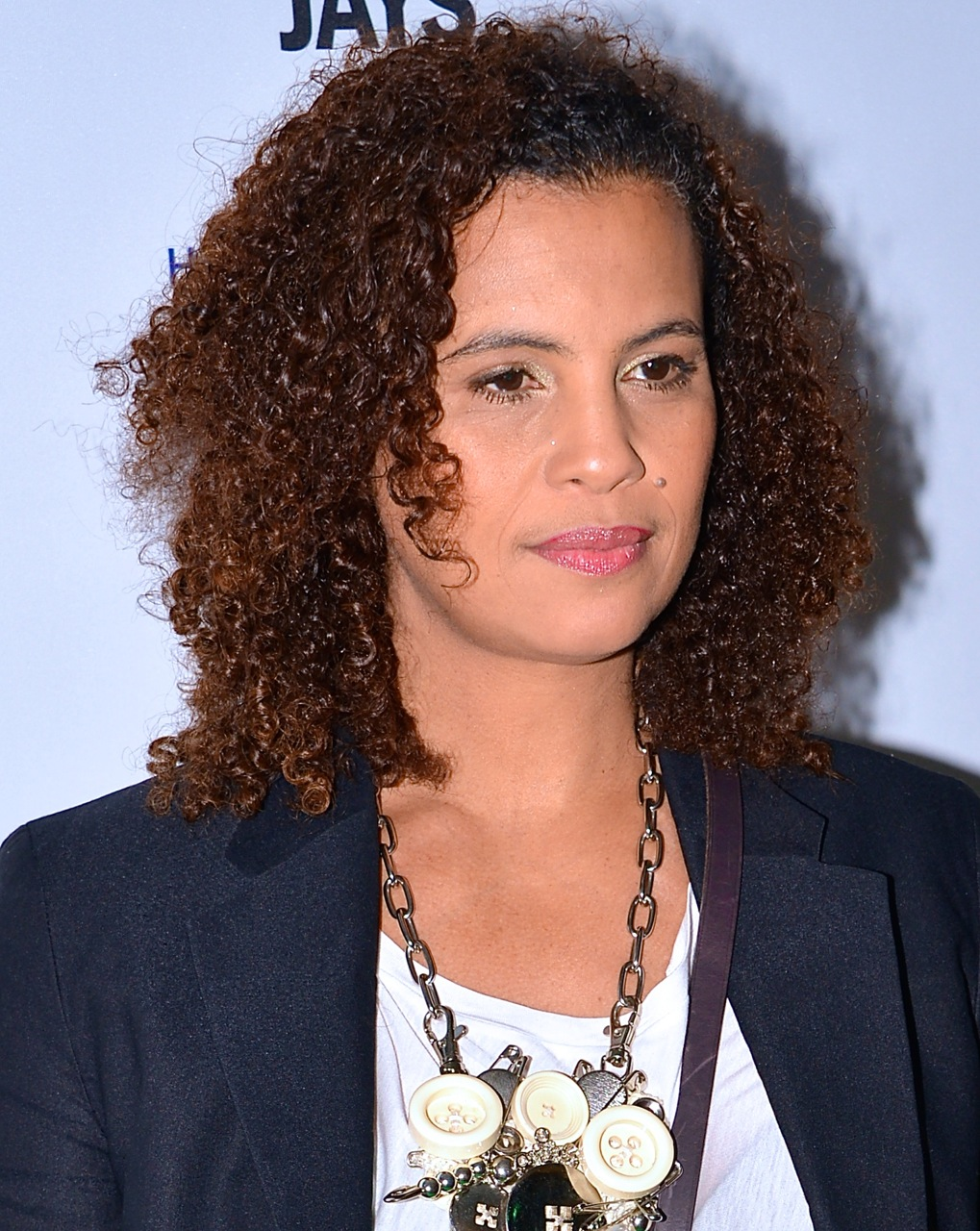
Neneh Cherry

Dit radiostation is alleen in GTA IV: Episodes from Liberty City beschikbaar.
Dj: Fernando Martínez 

Genre: pop, rock 

Nummerlijst:
- Neneh Cherry – Buffalo Stance
- Swing Out Sister – Breakout
- Robbie Nevil – C'est La Vie
- Roachford – Cuddly Toy (Feel for Me)
- Narada Michael Walden – Divine Emotions
- Five Star – Find the Time
- T'Pau – Heart and Soul
- Mai Tai – History
- Nu Shooz – I Can't Wait
- Texas – I Don't Want a Lover
- Marillion – Kayleigh
- Hue and Cry – Labour of Love
- Climie Fisher – Love Changes (Everything)
- Hall & Oates – Maneater
- Curiosity Killed the Cat – Misfit
- Coldcut & Lisa Stansfield – People Hold On
- Level 42 – Something About You
- Jeffrey Osborne – Stay With Me Tonight
- Womack & Womack – Teardrops
- Roxette – The Look
- Re-Flex – The Politics of Dancing
- 'Til Tuesday – Voices Carry
- Boy Meets Girl – Waiting for a Star to Fall
- Prefab Sprout – When Love Breaks Down
- Terence Trent D'Arby – Wishing Well
- Wet Wet Wet – Wishing I Was Lucky
- Scritti Politti – Wood Beez (Pray Like Aretha Franklin)
- John Farnham – You're the Voice

### Independence FM
Independence FM is een radiozender waarbij er door de speler zelf muziek kan toegevoegd worden. Dit kan alleen bij de pc-versie. Muziek wordt in de map "GTA IV User Music" geplaatst, waardoor ze uitgezonden wordt op Independence FM. De vorm van bestanden die werken in het spel zijn: .wma, .mp3 en .m4a. Ook moet het spel de folder scannen, voordat het spel de muziek erkent als in de map geplaatst.

## Praatstations
Naast muziekstations zijn er ook praatstations, waar alleen wordt gediscussieerd en waar nieuws op komt.

### Integrity 2.0
Integrity 2.0, is een praatstation. Het programma volgt gastheer Lazlow Jones op zijn tours door Liberty City. Tijdens deze tours praat hij met voorbijgangers.

### PLR – Public Liberty Radio
Public Liberty Radio, afgekort als PLR, heeft drie programma's. Eén is een praatprogramma gefocust op new age spiritualiteit. De gastvrouw is Beatrix Fontaine. Een ander programma is "Pacemaker", met gastheer Ryan McFallon, gefocust op gezondheidszorg. De derde, met gastheer Mike Riley, is een links praatprogramma. Hierin interviewt hij drie gasten.

### WKTT – We Know The Truth
We Know The Truth heeft drie programma's in totaal. Een rechts praatprogramma, een show die zich bezighoudt met rechtszaken en een roddelshow over beroemdheden. De gastheer van de Richard Bastion Show is Richard Bastion (Jason Sudeikis).

## Overige muziek
Hier staat een lijst met muziek die niet via een radio beluisterd kan worden, maar wel in de game is. Ook kunnen sommige van de nummers alleen gehoord worden wanneer er door een aangewezen gebouw wordt gelopen.

### Muziek in gebouwen
- Rick James – "Come Into My Life"
- Rick Ross – "Hustlin'"
- Goldfrapp – "Ooh La La"
- Mystikal – "Shake Ya Ass"
- Niall Toner – "A Real Real"

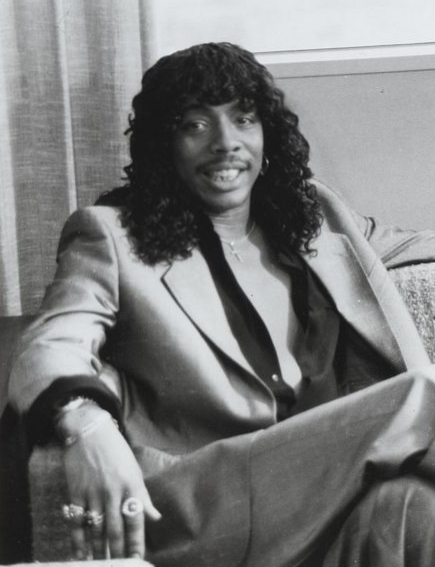
Rick James

- Killian's Angels – "Celtic High Step"

### Muziek tijdens reclames
- Murderdolls – "Dead in Hollywood"
- Type O Negative – "I Don't Wanna Be Me"
- Korn – "No Way"
- Michael Jackson – "Another Part of Me"

### Speciale muziek
- Michael Hunter – "Soviet Connection – The Theme from Grand Theft Auto IV" (Dit nummer werd tevens gespeeld bij het Deens Radio Symfonieorkest.[bron?])

Verschillende varianten van deze muziek zijn te horen tijdens het opstarten van het spel. Ook zijn er verschillende kleine stukjes van het nummer te horen tijdens het voltooien van een missie. Ten slotte is er ook een remix van het nummer te horen tijdens de laatste 20 seconden van een multiplayersessie.
- Stuart Hart – "The Lost and Damned Theme"
- Aaron Johnston, Jesse Murphy, and Avi Bortnick – "The Ballad of Gay Tony Theme"

Deze 2 nummers dienen als vervangers voor "Soviet Connection". Ze worden gebruikt in uitbreidingen van Grand Theft Auto IV, namelijk The Lost and Damned en The Ballad of Gay Tony.